# Tour de France 1973
Il Tour de France 1973, sessantesima edizione della Grande Boucle, si svolse in venti tappe precedute da un prologo iniziale, tra il 30 giugno e il 22 luglio 1973, per un percorso totale di 4 140,4 km.
Fu vinto per la prima ed unica volta dallo scalatore spagnolo Luis Ocaña (all'unico podio della sua carriera nella corsa a tappe francese); si trattò della seconda affermazione di un corridore spagnolo nella corsa a tappe francese, dopo il trionfo di Federico Bahamontes (vincitore del Tour de France 1959). Al secondo posto della classifica generale si piazzò il passista-scalatore francese Bernard Thévenet (al primo podio della carriera nella Grande Boucle), mentre la terza posizione della classifica generale fu appannaggio dello scalatore spagnolo José Manuel Fuente (al primo ed unico podio della carriera al Tour de France).
Il belga Eddy Merckx, vincitore delle quattro edizioni precedenti del Tour, decise di non partecipare a questa edizione della Grande Boucle; in compenso in questa stagione vinse il Giro d'Italia e la Vuelta a España.

## Tappe
| Tappa  | Data      | Percorso                                                  | km      | Vincitore di tappa       | Leader cl. generale |
| ------ | --------- | --------------------------------------------------------- | ------- | ------------------------ | ------------------- |
| Prol.  | 30 giugno | Scheveningen (NLD) (cron. individuale)                    | 7,1     | Joop Zoetemelk           | Joop Zoetemelk      |
| 1ª-1ª  | 1º luglio | Scheveningen (NLD) > Rotterdam (NLD)                      | 84      | Willy Teirlinck          | Willy Teirlinck     |
| 1ª-2ª  | 2 luglio  | Rotterdam (NLD) > Sint-Niklaas (BEL)                      | 137,5   | José Catieau             | Herman Van Springel |
| 2ª-1ª  | 3 luglio  | Sint-Niklaas (BEL) > Sint-Niklaas (BEL) (cron. a squadre) | 12,4    | Watney-Maes              | Herman Van Springel |
| 2ª-2ª  | 3 luglio  | Sint-Niklaas (BEL) > Roubaix                              | 138     | Eddy Verstraeten         | Herman Van Springel |
| 3ª     | 4 luglio  | Roubaix > Reims                                           | 226     | Cyrille Guimard          | José Catieau        |
| 4ª     | 5 luglio  | Reims > Nancy                                             | 214     | Joop Zoetemelk           | José Catieau        |
| 5ª     | 6 luglio  | Nancy > Mulhouse                                          | 188     | Walter Godefroot         | José Catieau        |
| 6ª     | 7 luglio  | Belfort > Divonne-les-Bains                               | 244,5   | Jean-Pierre Danguillaume | José Catieau        |
| 7ª-1ª  | 8 luglio  | Divonne-les-Bains > Gaillard                              | 86,5    | Luis Ocaña               | Luis Ocaña          |
| 7ª-2ª  | 8 luglio  | Gaillard > Méribel les Allues                             | 150,5   | Bernard Thévenet         | Luis Ocaña          |
| 8ª     | 9 luglio  | Moûtiers > Les Orres                                      | 237,5   | Luis Ocaña               | Luis Ocaña          |
| 9ª     | 10 luglio | Embrun > Nizza                                            | 234,5   | Vicente López Carril     | Luis Ocaña          |
| 10ª    | 11 luglio | Nizza > Aubagne                                           | 222,5   | Michael Wright           | Luis Ocaña          |
|        | 12 luglio | giorno di riposo                                          |         |                          |                     |
| 11ª    | 13 luglio | Montpellier > Argelès-sur-Mer                             | 238     | Barry Hoban              | Luis Ocaña          |
| 12ª-1ª | 14 luglio | Perpignano > Thuir (cron. individuale)                    | 28,3    | Luis Ocaña               | Luis Ocaña          |
| 12ª-2ª | 14 luglio | Thuir > Pyrénées 2000                                     | 76      | Lucien Van Impe          | Luis Ocaña          |
| 13ª    | 15 luglio | Bourg-Madame > Luchon                                     | 235     | Luis Ocaña               | Luis Ocaña          |
| 14ª    | 16 luglio | Luchon > Pau                                              | 227,5   | Pedro Torres             | Luis Ocaña          |
| 15ª    | 17 luglio | Pau > Fleurance                                           | 137     | Wilfried David           | Luis Ocaña          |
| 16ª-1ª | 18 luglio | Fleurance > Bordeaux                                      | 210     | Walter Godefroot         | Luis Ocaña          |
| 16ª-2ª | 18 luglio | Bordeaux-Lac (cron. individuale)                          | 12,4    | Joaquim Agostinho        | Luis Ocaña          |
| 17ª    | 19 luglio | Sainte-Foy-la-Grande > Brive-la-Gaillarde                 | 248     | Claude Tollet            | Luis Ocaña          |
| 18ª    | 20 luglio | Brive-la-Gaillarde > Puy-de-Dôme                          | 216,5   | Luis Ocaña               | Luis Ocaña          |
| 19ª    | 21 luglio | Bourges > Versailles                                      | 233,5   | Barry Hoban              | Luis Ocaña          |
| 20ª-1ª | 22 luglio | Versailles > Versailles (cron. individuale)               | 16      | Luis Ocaña               | Luis Ocaña          |
| 20ª-2ª | 22 luglio | Versailles > Parigi                                       | 89      | Bernard Thévenet         | Luis Ocaña          |
| Totale | Totale    | Totale                                                    | 4 140,4 |                          |                     |

## Squadre e corridori partecipanti
Al Tour de France 1973 parteciparono 132 corridori, dei quali 87 giunsero a Parigi; dei partenti, 52 erano francesi, 31 belgi, 24 spagnoli, 12 olandesi, 5 portoghesi, 3 tedeschi, 2 danesi, 2 britannici, 1 lussemburghese. Le squadre partecipanti erano 6 francesi, 2 belghe, 2 spagnole, 1 olandese, 1 tedesca. Al Tour del 1973 non partecipò nessuna squadra e nemmeno nessun corridore italiano. Così gli italiani non furono presenti al Tour de France per la quinta volta: in precedenza era successo nel 1905, nel 1936 (sanzioni per la guerra d'Etiopia), nel 1939 (tensione internazionale antecedente la seconda guerra mondiale) e nel 1954 (decisione italiana per sanzionare la scarsa combattività dei corridori durante il Giro di Italia, ma anche diffidenza francese per l'intervento nelle squadre italiane di sponsor extraciclistici, come la Nivea).
| N.    | Cod. | Squadra                    |
| ----- | ---- | -------------------------- |
| 1-11  | GAN  | Gan-Mercier                |
| 12-22 | SON  | Sonolor                    |
| 23-33 | FLA  | Carpenter-Shimano-Flandria |
| 34-44 | PEU  | Peugeot-BP                 |
| 45-55 | BIC  | Bic                        |
| 56-66 | WAT  | Watney-Maes                |

| N.      | Cod. | Squadra                   |
| ------- | ---- | ------------------------- |
| 67-77   | ROK  | Rokado                    |
| 78-88   | GIT  | Gitane-Frigecreme         |
| 89-99   | CAN  | Canada Dry-Gazelle        |
| 100-110 | KOV  | De Kova-Lejeune           |
| 111-121 | KAS  | KAS                       |
| 121-132 | CAS  | La Casera-Peña Bahamontes |

## Resoconto degli eventi
Ocaña, trionfatore nella classifica generale, fu anche il corridore che si aggiudicò più frazioni: sei su un totale di ventisette (considerando come unità le semitappe e il cronoprologo). Conquistò la maglia gialla al termine della decima prova, a Gaillard, sulle Alpi, e la tenne fino a Parigi. Lo spagnolo vestì, quindi il simbolo del primato al termine di diciotto frazioni sulle ventisette previste. Quello di Ocaña fu un dominio, tanto che alla fine prevalse con distacchi superiori al quarto d'ora sul francese Bernard Thévenet e sul connazionale José Manuel Fuente.
Decisiva, per l'andamento della Grande Boucle 1973, fu l'ottava tappa, quella con i colli della Madeleine, del Télégraphe, del Galibier, dell'Izoard e l'arrivo a Les Orres. Nell'occasione gli spagnoli Luis Ocaña e José Manuel Fuente furono protagonisti di una fuga a due, cominciata sulla discesa del Colle del Télégraphe, che li portò a guadagnare al traguardo sette minuti su Thévenet e ben venti sugli altri uomini di classifica come Joop Zoetemelk, Lucien Van Impe e Raymond Poulidor (lo stesso Poulidor peraltro cadrà poi rovinosamente nella discesa del Colle di Portet-d'Aspet, 13ª frazione, dovendosi ritirare).
Dopo i quattro successi consecutivi nelle quattro precedenti edizioni, al via non era presente il "Cannibale" Eddy Merckx, che tra aprile e giugno aveva preferito concentrarsi su Vuelta a España e Giro d'Italia, dominandoli entrambi (al Giro tenne la maglia rosa dalla prima all'ultima tappa), mentre con la vittoria alla Vuelta diventò in ordine cronologico il terzo corridore (dopo Jacques Anquetil e Felice Gimondi) ad ottenere la "tripla corona", ossia la vittoria in almeno una edizione delle tre più grandi corse a tappe (Tour-Giro-Vuelta), traguardo successivamente raggiunto da Bernard Hinault, Alberto Contador e Vincenzo Nibali.

## Classifiche della corsa

### Classifica generale - Maglia gialla
| Pos. | Corridore            | Squadra | Tempo      |
| ---- | -------------------- | ------- | ---------- |
| 1    | Luis Ocaña           | Bic     | 122h25'34" |
| 2    | Bernard Thévenet     | Peugeot | a 15'51"   |
| 3    | José Manuel Fuente   | KAS     | a 17'15"   |
| 4    | Joop Zoetemelk       | Gitane  | a 26'22"   |
| 5    | Lucien Van Impe      | Sonolor | a 30'20"   |
| 6    | Herman Van Springel  | Rokado  | a 32'01"   |
| 7    | Michel Périn         | Gan     | a 33'02"   |
| 8    | Joaquim Agostinho    | Bic     | a 35'51"   |
| 9    | Vicente López Carril | KAS     | a 36'18"   |
| 10   | Régis Ovion          | Peugeot | a 36'59"   |

### Classifica a punti - Maglia verde
| Pos. | Corridore           | Squadra  | Punti |
| ---- | ------------------- | -------- | ----- |
| 1    | Herman Van Springel | Rokado   | 187   |
| 2    | Joop Zoetemelk      | Gitane   | 168   |
| 3    | Luis Ocaña          | Bic      | 145   |
| 4    | Bernard Thévenet    | Peugeot  | 139   |
| 5    | Walter Godefroot    | Flandria | 125   |

### Classifica scalatori
| Pos. | Corridore          | Squadra   | Punti |
| ---- | ------------------ | --------- | ----- |
| 1    | Pedro Torres       | La Casera | 225   |
| 2    | José Manuel Fuente | KAS       | 216   |
| 3    | Luis Ocaña         | Bic       | 192   |
| 4    | Bernard Thévenet   | Peugeot   | 119   |
| 5    | Lucien Van Impe    | Sonolor   | 107   |

### Classifica combinata - Maglia bianca
| Pos. | Corridore           | Squadra  | Punti |
| ---- | ------------------- | -------- | ----- |
| 1    | Joop Zoetemelk      | Gitane   | 20    |
| 2    | Lucien Van Impe     | Sonolor  | 28    |
| 3    | Bernard Thévenet    | Peugeot  | 33    |
| 4    | Herman Van Springel | Rokado   | 50    |
| 5    | Fernando Mendes     | Flandria | 55    |

### Classifica sprint
| Pos. | Corridore          | Squadra     | Punti |
| ---- | ------------------ | ----------- | ----- |
| 1    | Marc Demeyer       | Flandria    | 105   |
| 2    | Barry Hoban        | Gan-Mercier | 70    |
| 3    | Willy Teirlinck    | Sonolor     | 60    |
| 4    | Raymond Riotte     | Sonolor     | 37    |
| 5    | Robert Mintkiewicz | Sonolor     | 18    |

### Classifica a squadre
| Pos. | Squadra     | Tempo |
| ---- | ----------- | ----- |
| 1    | Bic         |       |
| 2    | KAS         |       |
| 3    | Peugeot-BP  |       |
| 4    | Gan-Mercier |       |
| 5    | Rokado      |       |